# 21009 Agilkia
21009 Agilkia este un asteroid din centura principală de asteroizi.

## Descriere
21009 Agilkia este un asteroid din centura principală de asteroizi. A fost descoperit pe 12 august 1988 la Observatoire de Haute-Provence de Eric Walter Elst. Asteroidul prezintă o orbită caracterizată de o semiaxă mare de 2,41 ua, o excentricitate de 0,20 și o înclinație de 3,0° în raport cu ecliptica.